# Bytom Odrzański (gemeente)
De gemeente Bytom Odrzański is een stad- en landgemeente in het Poolse woiwodschap Lubusz, in powiat Nowosolski.
De zetel van de gemeente is in Bytom Odrzański.
Op 30 juni 2004 telde de gemeente 5361 inwoners.

## Oppervlakte gegevens
In 2002 bedroeg de totale oppervlakte van gemeente Bytom Odrzański 52,41 km², waarvan:
- agrarisch gebied: 56%
- bossen: 32%

De gemeente beslaat 6,8% van de totale oppervlakte van de powiat.

## Demografie
Stand op 30 juni 2004:
| Omschrijving                   | Totaal | Totaal | Vrouwen | Vrouwen | Mannen | Mannen |
| ------------------------------ | ------ | ------ | ------- | ------- | ------ | ------ |
| eenheid                        | aantal | %      | aantal  | %       | aantal | %      |
| inwoners                       | 5361   | 100    | 2730    | 50,9    | 2631   | 49,1   |
| bevolkingsdichtheid (inw./km²) | 102,3  | 102,3  | 52,1    | 52,1    | 50,2   | 50,2   |

In 2002 bedroeg het gemiddelde inkomen per inwoner 1321,8 zł.

## Administratieve plaatsen (sołectwo)
Bodzów, Bonów, Bycz, Drogomil, Królikowice, Małaszowice, Popowo, Tarnów Bycki, Wierzbnica.
Zonder de status sołectwo : Kropiwnik, Sobolice.

## Aangrenzende gemeenten
Niegosławice, Nowa Sól, Nowe Miasteczko, Siedlisko, Żukowice